# هفت خدمتکار
هفت خدمتکار (به انگلیسی: Seven Servants) فیلمی کمدی است از داریوش شکوف با بازیِ آنتونی کوئین.